# Wong-Tai-Sin-Tempel
Der Wong-Tai-Sin-Tempel (chinesisch 黃大仙祠 / 黄大仙祠, Pinyin Huáng Dàxian Sì, Jyutping Wong4 Daai6sin1 Ci4, englisch Wong Tai Sin Temple) ist eine daoistische Kultstätte in der Sonderverwaltungszone Hongkong. Er ist dem „Großen Unsterblichen Wong“ – Wong Tai Sin – einem daotistischen Heiligen aus dem 4. Jahrhundert n. Chr., geweiht. Er gab dem gleichnamigen Distrikt auf der Halbinsel Kowloon seinen Namen. Die Tempelanlage ist trotz seines daoistischen Ursprungs auch Heiligen des Buddhismus und Konfuzianismus gewidmet. Diese Besonderheit unter den heiligen Kultstätten Hongkongs ist im chinesischen Kulturkreis unter dem Begriff der Drei Lehren bekannt. Dem Tempel wird nachsagt, dass bei Bitten und astrologischen Fragen beim Orakel – 求籤問卜 – Tempelbesucher stets eine Antwort erhalten haben – 有求必應. In Hongkong zählt der Wong-Tai-Sin-Tempel wie den ebenso bekannten kleineren Yuen Yuen Institute zu den religiösen Stätten der „Drei Lehren“. Im Vergleich zu anderen lokalen daoistischen Tempel wie der Yuk Hui Gung, das buddhistische Ling-To-Kloster oder der große Tian Tan Buddha mit dem Po-Lin-Kloster hat er die meisten Besuchern. Er ist sowohl als touristisches Ziel bei Besuchern von außerhalb als auch unter den Einheimischen der Stadt beliebt. Insbesondere bei traditionellen Festtagen wie dem chinesischen Neujahrsfest ist der Tempel aufgrund des starken Besucherandrangs beinahe 24 Stunden am Tag in Schichtbetrieb geöffnet, um dem Ansturm der Gläubigen gerecht zu werden.

## Bezeichnung und Verwaltung
Der Hongkonger Wong-Tai-Sin-Tempel ist nur eine von mehreren Tempelanlagen weltweit. Daneben gibt es beispielsweise Tempel in den Städten Foshan, Guangzhou, Jinhua, Taipeh, Singapur, Sydney, Paris und San Francisco. Die Trägerorganisation Sik Sik Yuen, die für den Betrieb und Verwaltung zuständig ist, gehört wie viele andere Tempel Hongkongs zum Mitglied des „Chinesischen Tempelkomitees“ – 華人廟宇委員會, englisch Chinese Temples Committee – der Stadt. Daher ist der Tempel bei Hongkonger Bürgern auch unter der Bezeichnung „Siki-Sik-Yuen Wong-Tai-Sin-Tempel“ – 嗇色園黃大仙祠 – bekannt.

## Etymologie

### Wong Tai Sin
Wong Tai Sins (黃大仙) bürgerlicher Name war Huang Chuping (黃初平; ca. 328–386), ein junger Hirte aus der Stadt Jinhua in der heutigen Provinz Zhejiang – historisch Kreis Jinhua – 金華縣, der zur Zeit des Östlichen Jin (317–420) gelebt hat und Namensstifter des daoistischen Tempels ist. Dieser wurde später ein daoistischer Eremit und nach seinem Tod als ein „großer“ Heiliger – „Da Xian“, kantonesisch „Tai Sin“ – verehrt. In der Legende begegnete der 15-jährige Hirte am nördlichen „Rotkieferhügel“ – 赤松山 seines Heimatorts einem daoistischen Meister, der ihm Instruktionen gab und seinen Weg wies. Daher bezeichnete man ihn später im daoistischen Kreis als „Heiliger vom Rotkieferhügel“ – 赤松仙子. Der Tempel ist daher auch unter seinem vollständigen Namen als „Chekchung Wong-Tai-Sin-Tempel“ (赤松黃大仙祠 – „etwa: Tempel des Großen Daoistischen Heiligen Wong vom Rotkiefer-Hügel“) bekannt.

### Sik Sik Yuen
Sik Sik Yuen (嗇色園) wurde offiziell 1921 als eine karitative Trägerorganisation des Wong-Tai-Sin-Tempels gegründet. Der Begriff Sik Sik – 嗇色 – bedeutet wörtlich etwa „bei den Oberflächlichkeiten und äußere Schönheit dieser Welt geizen“. Sinngemäß bedeutet es etwa „sich bei weltlichen Begierden zügeln“ und „beim Streben nach weltlichen Freuden maßhalten und nicht übertreiben“, also nicht ins Extreme verfallen. Der Begriff Yuen – 園 – wird üblicherweise mit Garten oder Park übersetzt, jedoch hat es hier auch die Bedeutung einer öffentlichen Stätte bzw. eines umzäunten Ortes zur Erholung.

## Geschichte

### Entwicklung in Guangdong
1897, gegen Ende der Qing-Dynastie in Guangdong Panyu, vertrieb sich der einfache kaiserliche Zollbeamte Liang Ren'an – 梁仁庵 – gelegentlich mit guten Freunden am okkulten Abend mittels Fuji-Séance – 扶乩 – „chinesische Planchette“ die Zeit. Eines Abends erhielt Liáng Kontakt zum Huáng Chūpíng – auch bekannt als daoistischer Heiliger Wong Tai Sin. Liáng erhielt die Anweisung, sich um Menschen zu kümmern und Bedürftigen zu helfen, um sie zum Guten zu führen – 普濟勸善 – und wurde ein Anhänger des Daoismus. Im Jahr 1898 zum Geburtstag von „Großen Unsterblichen Wong“, am 28. des achten Monats im chinesischen Kalender, erhielt Liáng die Erlaubnis und Instruktionen, einen Tempel zu Ehren des „Großen Unsterblichen Wong“ zu errichten. Daraufhin sammelte er erfolgreich die nötigen finanziellen Mittel, um ein Jahr später, 1899, im fünften bzw. sechsten Monat des chinesischen Kalenders, in Guangzhou im Dorf Fangcun – 廣州芳村 – den ersten Wong-Tai-Sin-Tempel mit dem Altarnamen Puqingtan – 普慶壇 – zu eröffnen. Der Tempel zog viele Gläubige in der Region des Perlflussdeltas an. 1901 zog sich Liáng in sein Heimatdorf Rengang – 稔岡村 – zurück, um dort 1903 einen neuen Pǔqìngtán-Altar fertigzustellen, da ihm der „heilige Wong“ in naher Zukunft Unruhen im ganzen Land vorausgesagt hatte.
Nach der Xinhai-Revolution 1911 und dem Wohlwollenden Vertrag 1912 zwischen dem Kaiser Puyi und der neuen chinesischen Republik, der die Abdankung des chinesischen Kaiser besiegelte, endete in China die Ära des Feudalismus. Viele Tempel und religiöse Kultstätten wurden nach dem Motto der Erneuerung, „Altes zerstören, um Neues zu errichten“ – 破舊立新, verwüstet, und dazu zählte auch der Wong-Tai-Sin-Tempel in Guangzhou.
Die junge Republik China (1912–1949) brachte politisch und gesellschaftlich keine Stabilität im Land, und so verließen der inzwischen zum daoistischen Priester gewordene Liang Ren'an und sein Sohn Liang Junzhuan – 梁鈞轉 – China Richtung Süden und kamen 1915 im kolonialen Hongkong an. (siehe Opiumkriege, Ungleiche Verträge, Vertrag von Nanking, erste und zweite Pekinger Konvention) Heute gibt es in Festlandchina nur noch wenige gläubige Anhängerschaft im Vergleich zu Hongkong, Macau oder den Gemeinden der Auslandschinesen im Übersee. (Stand 2003)

### Entwicklung in Hongkong
Auf der Insel Hongkong eröffnete Liáng 1915 zunächst einen kleinen Schrein in einem gemieteten Apartment. Tagsüber auf der Jervois Street – 蘇杭街, historisch 乍畏街 – und abends auf dem „historischen informellen Nachtmarkt“ von Possession Street in Sheung Wan – 上環大笪地 – setzte er die Missionsarbeit fort. März 1916 brachte er den Schrein zum neuen Kräuterladen für TCM-Medizin auf der Queen's Road East – 皇后大道東 ugs. 大道東 – in Wan Chai, und die Popularität vom „Großen Unsterblichen Wong“ wuchs allmählich an. Nach einem Rückschlag durch den Brand 1918 zogen die Liángs zunächst weiter zur Ostküste von Wan Chai.
Nach erneuter Fuji-Konsultation suchten die Liángs 1921 auf Anweisung des „heiligen Wongs“ auf der Halbinsel Kowloon, nahe dem Kowloon-City-Pier in Richtung des Bergs etwa 3600 Schritte entfernt, nach einem Ort zum Bau eines Tempels. Am Bergfuß des Dorfs Chuk Yuen – 竹園村, englisch Chuk Yuen Village – „Bambusgarten-Dorf“ – fanden sie schließlich eine geeignete Stelle. Nach mehreren Fuji-Konsultationen an verschiedene Gottheiten bzw. Heiligen des Daoismus errichteten sie einen kleinen Schrein mit dem Altar namens Puyitan – 普宜壇 – am siebten Monat des chinesischen Kalenders. Im selben Jahr 1921 zum Geburtstag vom „heiligen Wong“ am 23. Tag des achten Monats des chinesischen Kalenders wurde der Schrein in Kowloon eröffnet, und sie gaben dem Ort den Namen Sik Sik Yuen, das schließlich zum Verwaltungsorgan und später als gemeinnützige Organisation anerkannt wurde. Zunächst hieß der Tempel Chekchung-Sin-Tempel – 赤松仙觀 – „Tempel des daoistischen Heiligen vom Rotkiefer-Hügel“ – und wurde 1925 in Chekchung Wong-Sin-Tempel – 赤松黃仙祠 – umbenannt.
In den Anfangsjahren 1921–1933 galt der kleine Schrein der Familie Liáng als private daoistische Einrichtung. Die finanziellen Mittel zum Bau des Wong-Tai-Sin-Tempels kamen fast ausschließlich von vier reichen chinesischen Geschäftsleuten in Hongkong, die zu Anhängern des Daoismus wurden und deren medizinische Leiden durch Verschreibungen von Heilkräutern in Liángs Kräuterladen in Wan Chai geheilt wurden. Aufgrund der hohen Nachfrage von Gläubigen beantragte 1934 die Verwaltung des Tempels mit Hilfe des damaligen Vorsitzenden Sir Tsun-Nin Chau – 周埈年 – des „Chinesischen Tempelkomitees“ zunächst eine Öffnung für die Öffentlichkeit zum traditionellen chinesischen Neujahrsmonat – 農曆正月. Während und nach dem Zweiten Weltkrieg (Pazifikkrieg) kamen viele chinesische Flüchtlinge aus Festlandchina nach Hongkong aufgrund politischer Unruhen und des Bürgerkriegs in China. Viele von ihnen ließen sich in Kowloon nieder. Es entstanden verschiedene informelle Hütten- bzw. Barackensiedlungen in der Nähe des Tempels.
In den 1950er Jahren half der Wong-Tai-Sin-Tempel vielen notleidenden Menschen insbesondere unter den neuen Flüchtlingen von Hongkong, die beispielsweise nach dem Großbrand in den Hüttensiedlungen von Nord-Kowloon bei Shek Kip Mei Dezember 1953 alles verloren hatten. Die allgemeine Unterstützung, Bekanntheit und Anhängerschaft des Wong-Tai-Sins-Tempels wuchs auch in der breiten Bevölkerung Hongkongs. 1956 schlug die damalige Hongkonger Regierung vor, das Gelände des Tempels zurückzufordern, um darauf dringend benötigte Sozialwohnungen für die neuen Bürger Hongkongs zu bauen (siehe Public Housing und New Towns in Hongkong). Der damalige Vorsitzende Sik sik Yuens Wong Wan-Tin kämpfte für den Weiterbetrieb des Tempels, und der Vorschlag der Kolonialregierung schlug fehl. Um als wohltätiger Betrieb anerkannt zu werden, nahm der Tempel am Haupthalle einen Eintritt von 10 Hongkong-Cents, um diese Einnahmen der ältesten und größten karitativen Organisation Hongkongs, der Tung Wah Group of Hospitals, zu spenden. Am 21. August 1956 wurde schließlich der offizielle Antrag für eine komplette Öffnung für die Öffentlichkeit erteilt. 1965 wurde die Trägerschaft Sik Sik Yuen von der damaligen Hongkonger Regierung als daoistische gemeinnützige Wohlfahrtsorganisation anerkannt. Aufgrund ihrer historischen Bedeutung für Hongkongs Geschichte gehört der Tempelkomplex seit Mai 2010 zu Hongkongs „Kulturdenkmälern ersten Grads“ (englisch Grade I Historic Building).

## Gebäude und Anlage
Die Tempelanlage besteht aus einer großen Haupthalle – 大殿, englisch The Main Altar – und verschiedenen kleinen Nebenbauten der verschiedenen Heiligen und Gottheiten der Drei Lehren. Die Anlage beinhaltet Gebäuden und Pavillons im Baustil der traditionellen chinesischen Architektur und Gärten, die in Kontrast zum hektischen Treiben der verdichteten Stadt als eine Art Insel der Ruhe und Erholung dienen.
Verschiedene Gebäude und bauliche Elemente der Tempelanlage folgen der Anordnung und den Regeln der chinesischen Fünf-Elemente-Lehre – 五行學. So repräsentiert die Schriftenhalle (Archiv) bzw. Hauptbüro – 經堂 – 總辦事處, englisch Scripture Hall – General Office – das Element Holz – 木, der Bronzene Pavilion – 飛鸞台, englisch Bronze Pavilion – das Element Metall – 金, der Yuye-Teich – 玉液池, englisch Yuk Yik Fountain – das Element Wasser – 水, der Yuxiang-Pavillon – 盂香亭, englisch Yue Heung Pavilion – das Element Feuer – 火 und die Sichtschutzwand – 照壁, englisch Earth Wall – das Element Erde – 土.
In der Haupthalle befindet sich der Altar für den daoistischen Xian, den „Großen Heiligen Wong“ und die Erdgottheit Tudigong sowie den buddhistischen Dharmabeschützer Sun Wukong. Zu den verschiedenen Hallen, Pavillons und Gärten gehört beispielsweise der „Halle Drei Heiligen“ – 三聖堂, englisch Three Saints Hall, die dem daoistischen Heiligen Lü Dongbin, dem als daoistischen Gottheit verehrten Guan Yu und dem buddhistischen Bodhisattva Guanyin geweiht sind. Im Qilin-Pavillon – 麟閣, englisch Confucius Hall – wird Konfuzius und Buddha Dipamkara im Yuxiang-Pavillon (englisch Yue Heung Shrine) verehrt. Im „Garten des Herzens“ – 從心苑, englisch Goodwish Garden – befindet sich Nachahmung der Wandelgänge im Stil des Originals vom Neuen Sommerpalast in Peking sowie eine Nachahmung der originalen Neun-Drachen-Wand – 九龍壁, englisch Nine Dragon Wall – im Beihai-Park.

### Erweiterung der Haupthalle
Im April 2008 beschloss die Tempelverwaltung Sik Sik Yuen 140 Mio. Hongkong-Dollar für Erweiterungs- und Instandsetzungsmaßnahmen des Hauptaltars (Haupthalle) des Wong-Tai-Sin-Tempels zu investieren. Dabei wurden Renovierungsarbeiten in der Haupthalle sowie Außenanlage der Anbetungsplatz vor der Haupthalle durchgeführt. Außerdem wurde die Haupthalle um einen Untergeschoss erweitert, um dort eine Gebets- und Opferhalle namens „Yuanchen-Halle“ – 元辰殿, englisch Taisui Yuenchen Hall – für verschiedenen daoistische Gottheiten des „Taisuis“ – 太歲 – zu errichten. Die Bauarbeiten dauerten etwa drei Jahre und die Umbauten wurden im Januar 2011 fertiggestellt. Die offizielle Eröffnung der neuen „Yuanchen-Halle“ fand am 12. Januar 2011 statt.

## Geografie und Verkehr
Die Tempelanlage umfasst eine Fläche von etwa 18.000 m² und liegt in Osten von Kowloon im gleichnamigen Verwaltungsdistrikt Wong Tai Sin, auf der Südseite am Fuße des Lion Rock, eines Berges einer Gebirgskette im Norden der Halbinsel von Kowloon.
Der Wong-Tai-Sin-Tempel ist gut mit dem ÖPNV erreichbar. Er ist an verschiedene Linien des Hongkonger Bus- (z. B. KMB, verschiedene „grüne“ Minibusse) und U-Bahnsystems (MTR) angeschlossen. Am Zugang B2 der MTR-Haltestelle Wong Tai Sin Station ist der Tempel direkt mit der Kwun Tong Line der MTR verbunden.

## Traditionen

### Tempelbesuch zum Neujahr
Eine der bekanntesten volkstümlichen Traditionen in Hongkong ist es, zum chinesischen Neujahr für gute Wünsche beim Tempel von Wong-Tai-Sin zu beten – 年初一上頭注香, englisch First Lunar Year Incense Offering. Dabei gilt es als besonders erfolgversprechend, wenn man zu den ersten Besuchern der Tempelanlage im neuen chinesischen Jahr zählt. Daher versuchen viele Hongkonger Bürger, gewappnet mit Räucherstäbchen und anderen Opfergaben, schon zum chinesischen Altjahrsabend vor dem Tempel anzustehen, um beim ersten Einlass zur frühen Morgenstunde im neuen Jahr dabei zu sein. Neben dem monatlichen 1. und 15. im chinesischen Kalender gehören traditionell der Geburtstag des „heiligen Wong“ zum 23. im achten Monat des chinesischen Kalenders und die Feiertage im Neujahrmonat zu den besucherreichsten Tagen des Tempels im Jahr.

### Stäbchenorakel
Auch die Tradition der Orakelbefragung – 求籤 – „Orakelstäbchen erbeten“ ist bei den Gläubigen weit verbreitet. Dabei bitten die Gläubigen um Hilfe und Ratschläge bei schwierigen Lebens- und Entscheidungsfragen. Durch Schütteln der Orakelstäbchen wird ein nummeriertes Bambusstäbchen aus einem Becher heraus gelost und anhand der Nummerierung einem Orakeltext zugeordnet und mittels verschiedener Orakeldeuter interpretiert, die in der sogenannten „Orakel-Arkade“ ihre Dienste anbieten. Die Kunden lassen sich meist von mehreren Orakeldeutern dieselben „Orakelverse“ erklären und interpretieren, um deren Stimmigkeit zu verifizieren.

### Online-Tempeldienste
Zu den neueren Traditionen zählen beispielsweise die seit dem Dezember 2008 angebotene Online-Dienstleistungen der Anbetungs- und -Segnungsdienste – 網上祈福, sowie Online-Dienste zum Orakelstabnummer via Internet sowie das seit 1997 existierende Angebot, daoistische Hochzeitszeremonien für Liebespaare durchzuführen.

## Rezeption
In der zweiten Staffel der populären US-amerikanischen Reality-Fernsehshow The Amazing Race mussten Teilnehmer der Spielshow in der Station Hongkong in der sogenannten „Orakel-Arkade“ des Wong-Tai-Sin-Tempels (englisch Wong Tai Sin Fortune-telling and Oblation Arcade) die Astrologin Amelia Chow im Laden Nr. 44 – 上海一枝梅 – ausfindig machen, um eine astrologische Beratung im Gesichts- und Handlesen durchführen zu lassen.

## Galerie

Tempelanlage
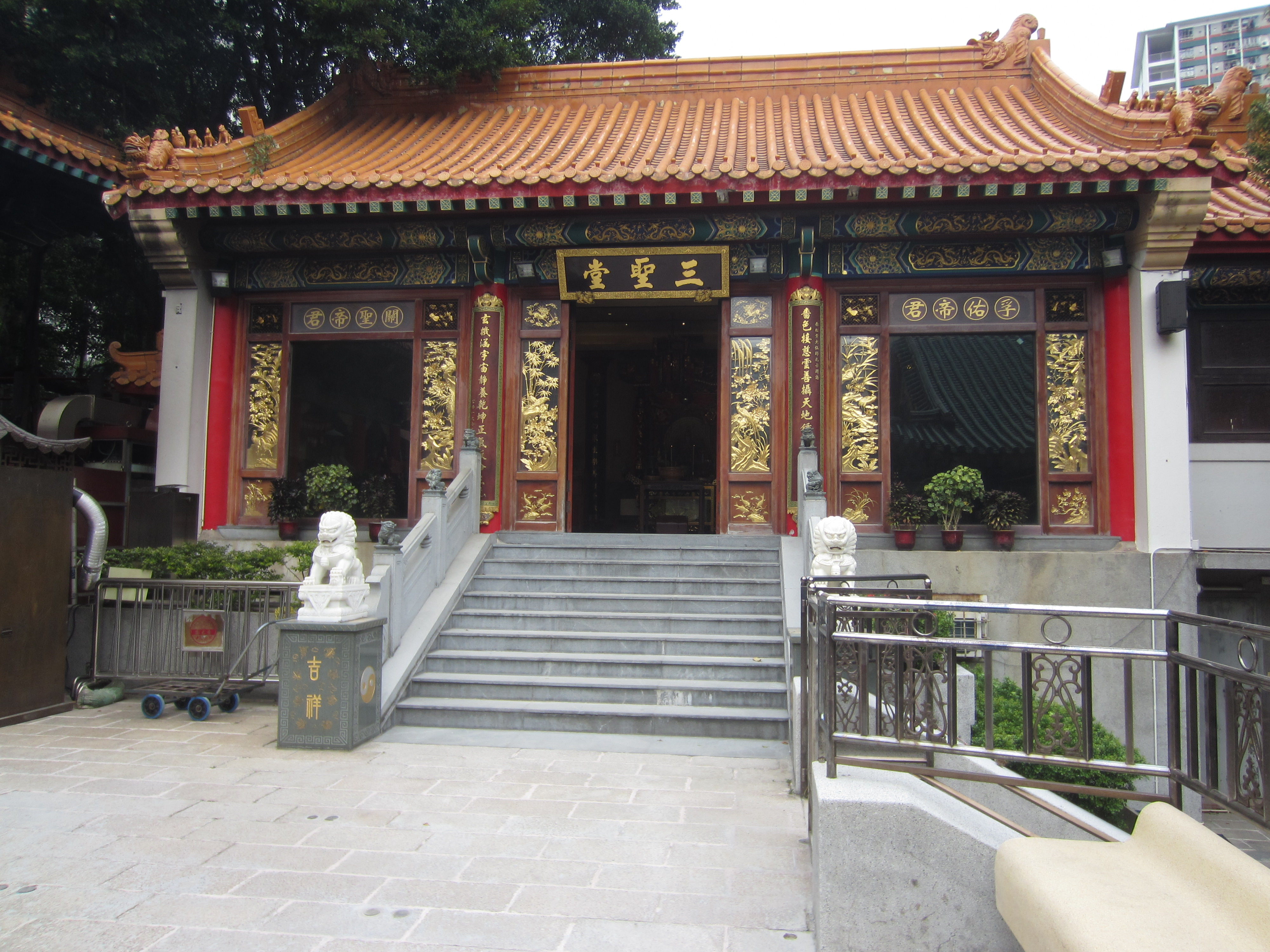
„Halle der Drei Heiligen“ – 三聖堂[Fn 38], 2017
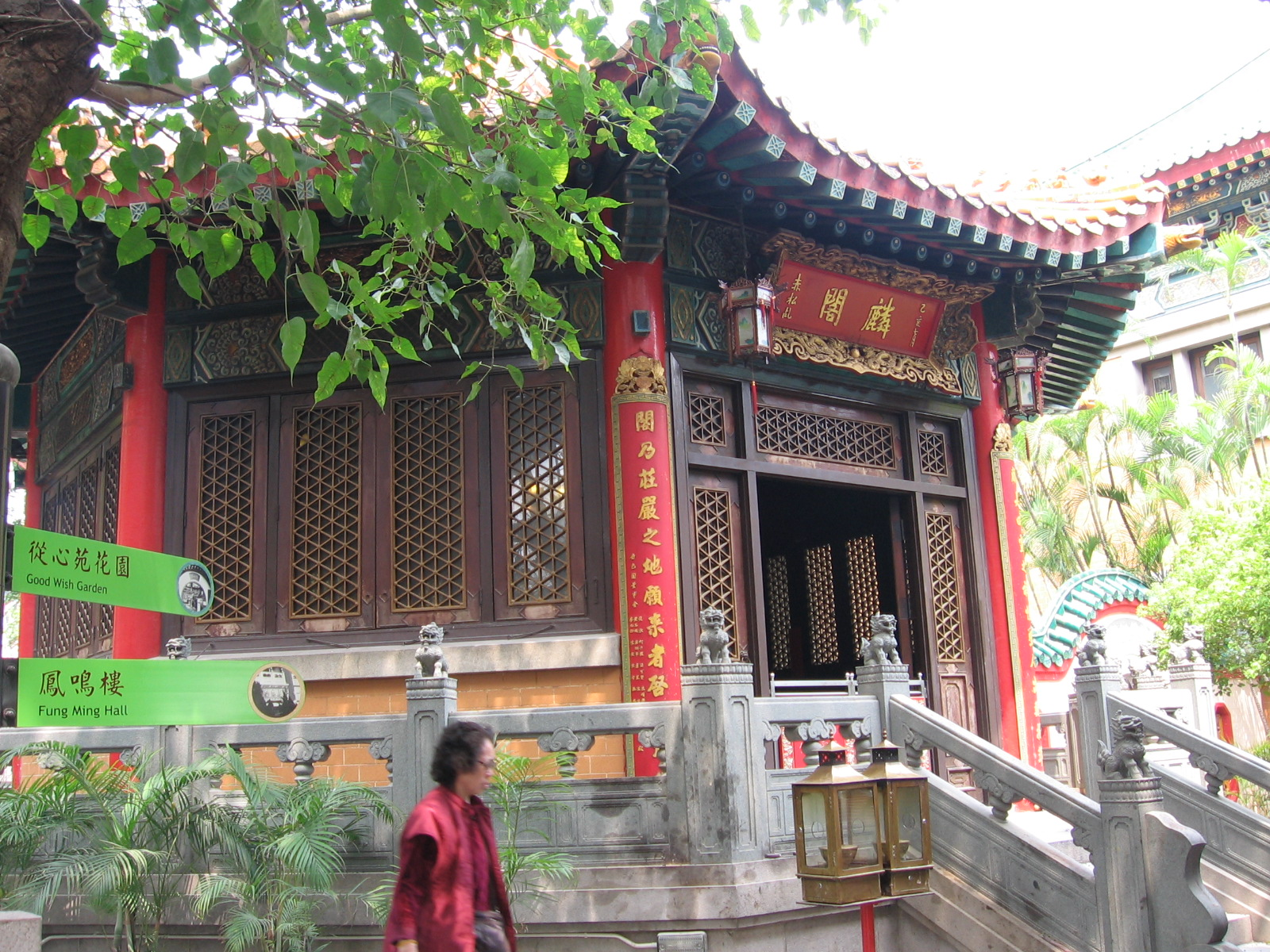
„Qilin-Pavillon“ – 麟閣[Fn 39], 2006
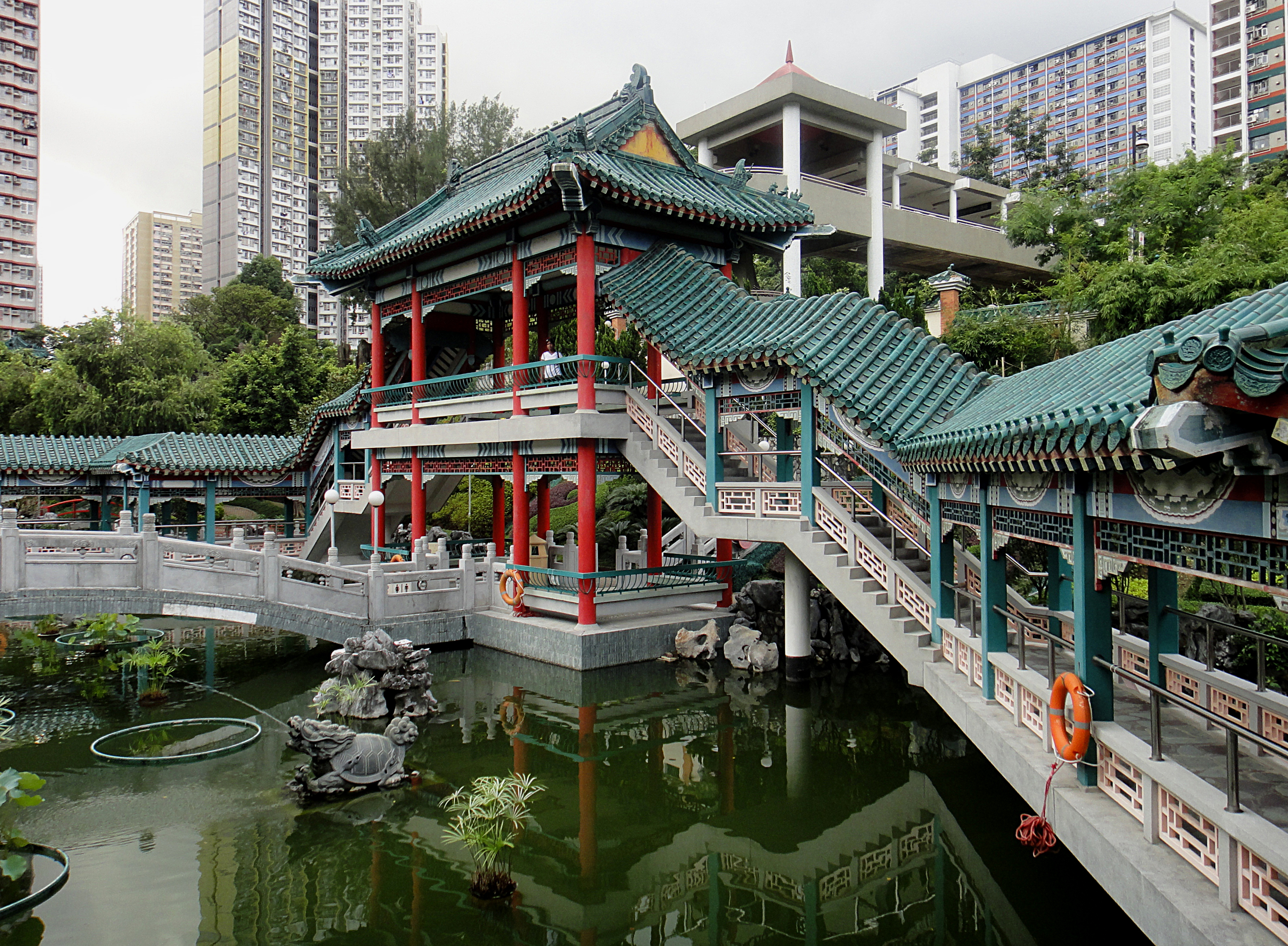
Good Wish Garden – 從心苑[Fn 40], 2006
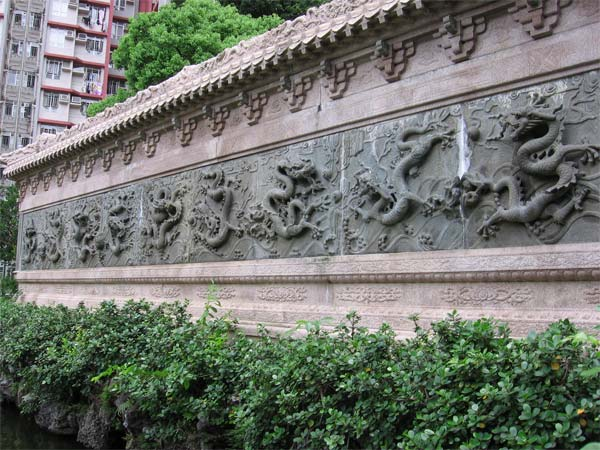
Neun-Drachen-Wand – 九龍壁[Fn 41] – Replik vom Beihai-Park, 2011
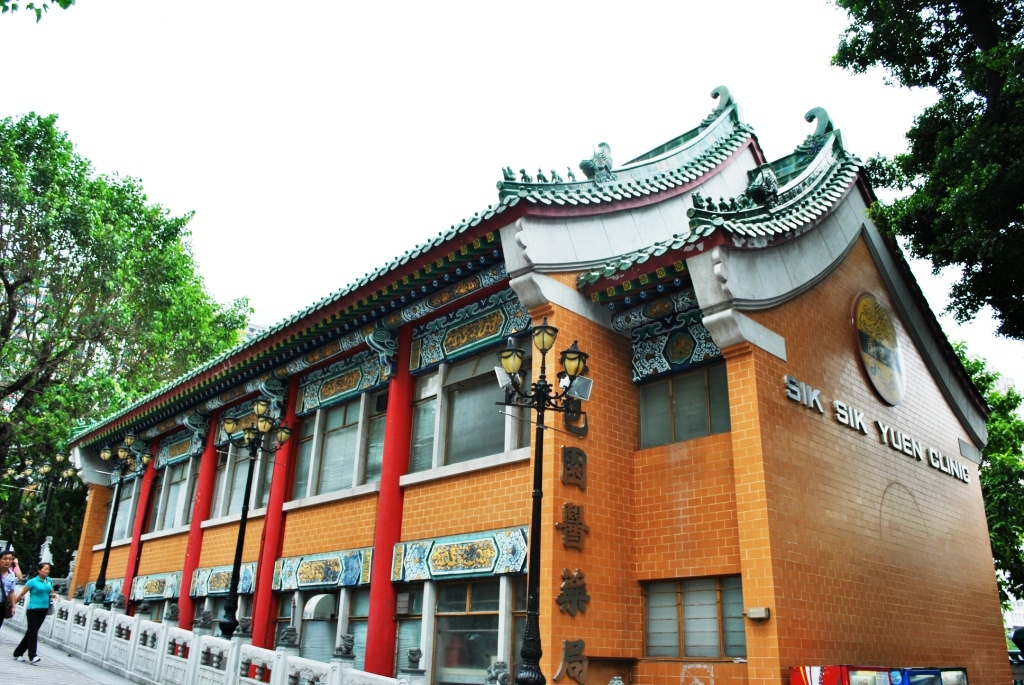
TCM-Behandlungsgebäude – 嗇色園醫藥局[Fn 48], 2012

Orakelbefragung
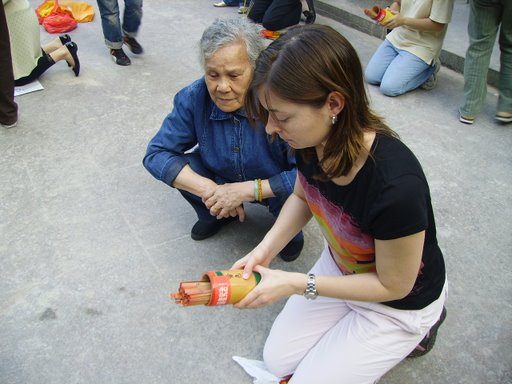
Beim Stäbchenorakel – Pinyin „Qiúqiān“; kant. „Kaucim“[Fn 45] – Wong-Tai-Sin-Tempel, 2015
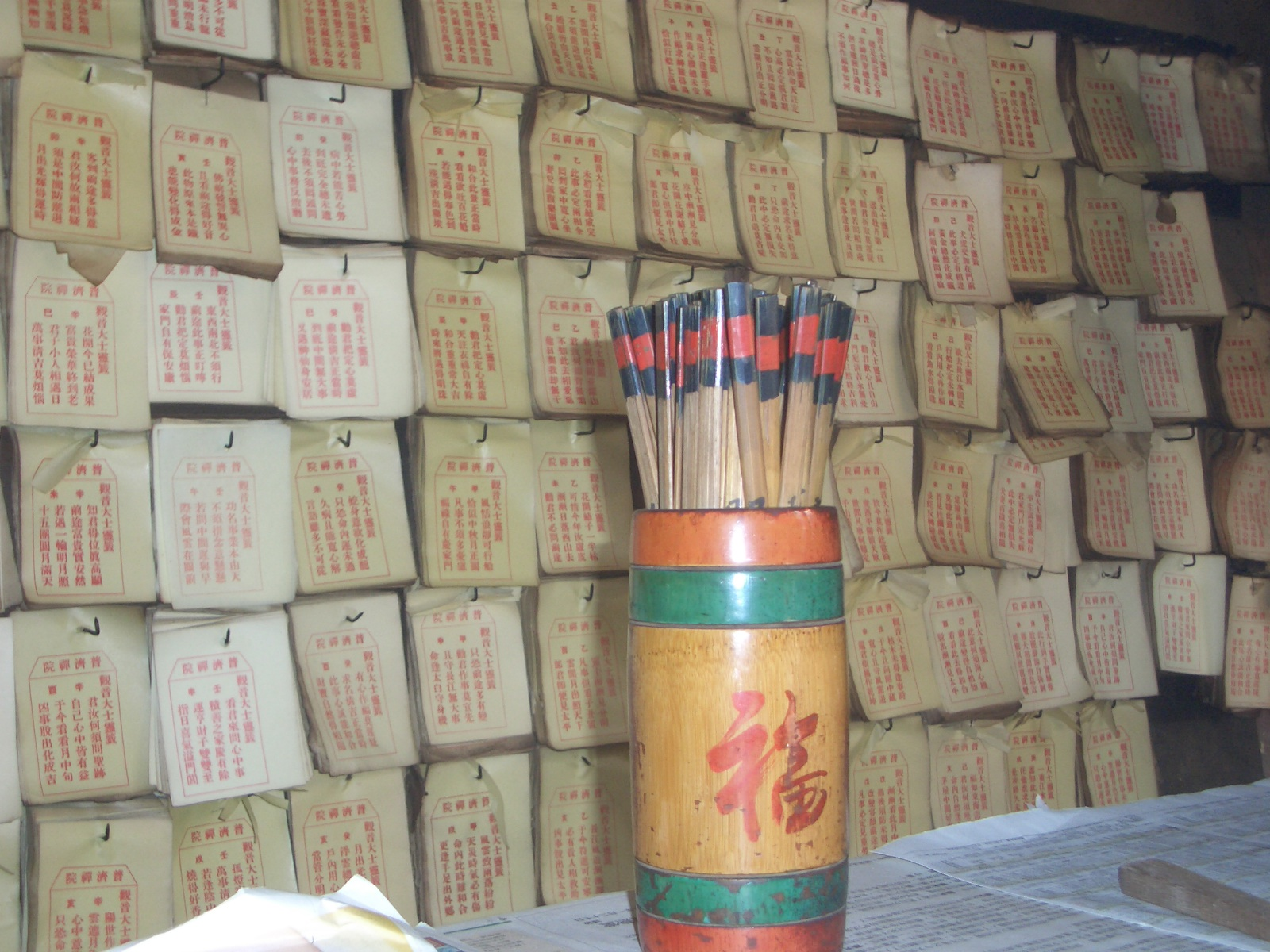
„Qiānwén“ (kant. „Cimman“) – Orakelzettel[Fn 49], 2006
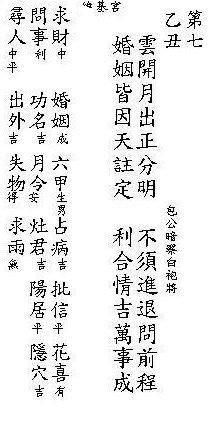
Text eines „Orakelzettel“ – Orakelvers zur Interpretation[Fn 50]
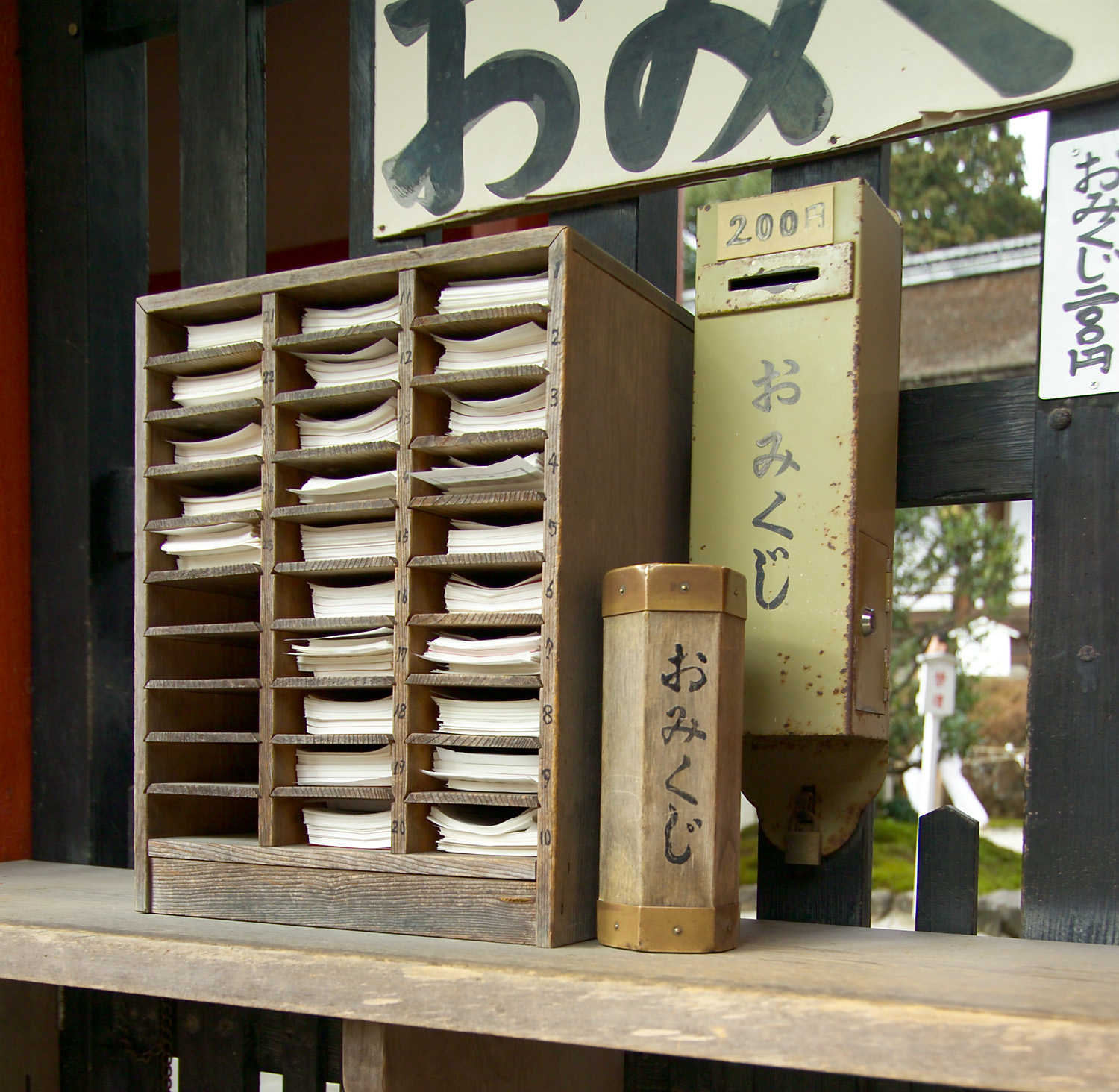
„Omikuji“ – Orakelzettel[Fn 51] – Kamigamo Japan, 2006
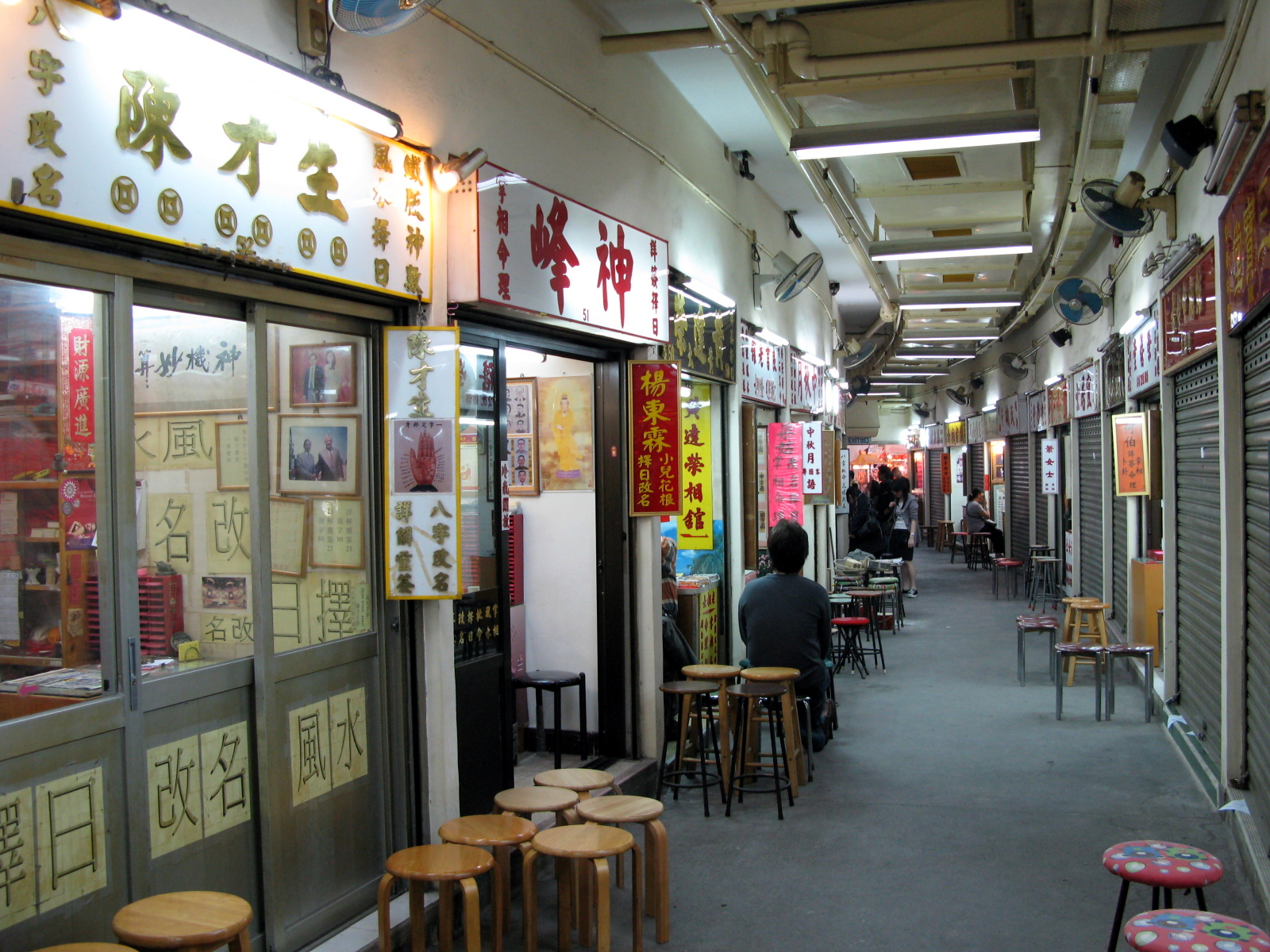
„Orakel-Arkade“ – Service zur Interpretation des Orakels[Fn 52], 2008